# Turriers (tổng)
Tổng Turriers là một tổng ở tỉnh Alpes-de-Haute-Provence trong vùng Provence-Alpes-Côte d'Azur.
Tổng này được tổ chức xung quanh Turriers ở quận Forcalquier. Độ cao từ 595 m (Venterol) đến 2 111 m (Bayons) với độ cao trung bình là 908 m.

## Hành chính
| Giai đoạn | Ủy viên       | Đảng | Tư cách |
| --------- | ------------- | ---- | ------- |
| 2008-2014 | Élie Aguillon | DVD  |         |
| 2001-2008 | Jean Philip   | RPR  |         |

## Các đơn vị hành chính
Tổng Turriers gồm 7 xã với dân số 1 033 người (điều tra năm 1999, dân số không tính trùng)
| Xã              | Dân số | Mã bưu chính | Mã insee |
| --------------- | ------ | ------------ | -------- |
| Bayons          | 198    | 04250        | 04023    |
| Bellaffaire     | 142    | 04250        | 04026    |
| Faucon-du-Caire | 35     | 04250        | 04085    |
| Gigors          | 41     | 04250        | 04093    |
| Piégut          | 123    | 05130        | 04150    |
| Turriers        | 297    | 04250        | 04222    |
| Venterol        | 197    | 05130        | 04234    |

## Thông tin nhân khẩu
| 1962                                                     | 1968 | 1975 | 1982 | 1990 | 1999  |
| -------------------------------------------------------- | ---- | ---- | ---- | ---- | ----- |
| 731                                                      | 836  | 776  | 799  | 909  | 1 033 |
| Nombre retenu à partir de 1962 : dân số không tính trùng |      |      |      |      |       |